# Bonython Hall
Bonython Hall es el salón principal (del inglés Great Hall) de la Universidad de Adelaida. Ubicado en el interior del campus, se encuentra junto a la vía North Terrace. El edificio se encuentra en el Registro del Patrimonio Nacional y el Registro del Patrimonio Australiano del Sur. Se usa para ceremonias de graduación de la universidad, exámenes, exposiciones, reuniones y conferencias públicas.

## Historia
El inmueble fue construido entre 1933 y 1936, gracias a una donación de más de 50,000 libras esterlinas por parte de sir John Langdon Bonython.

### Leyendas populares
Hay varias leyendas locales sobre el edificio, dos de ellas especialmente populares:
Bonython Hall está enfrente de Pulteney Street, la única de las calles de la ciudad con dirección norte-sur que no continúa hacia el norte a través de los parques. Un dicho popular afirma que la donación de Bonython fue hecha con la condición de que se construyera una sala frente a la calle Pulteney, bloqueando así cualquier vía a través de los parques e impidiendo la división del campus. La tradición también sostendría que la familia Bonython, muy conservadora, no quería que el edificio fuera usado como salón de baile. Por dicha razón, la sala habría sido diseñada con un suelo inclinado.

## Trabajos de renovación

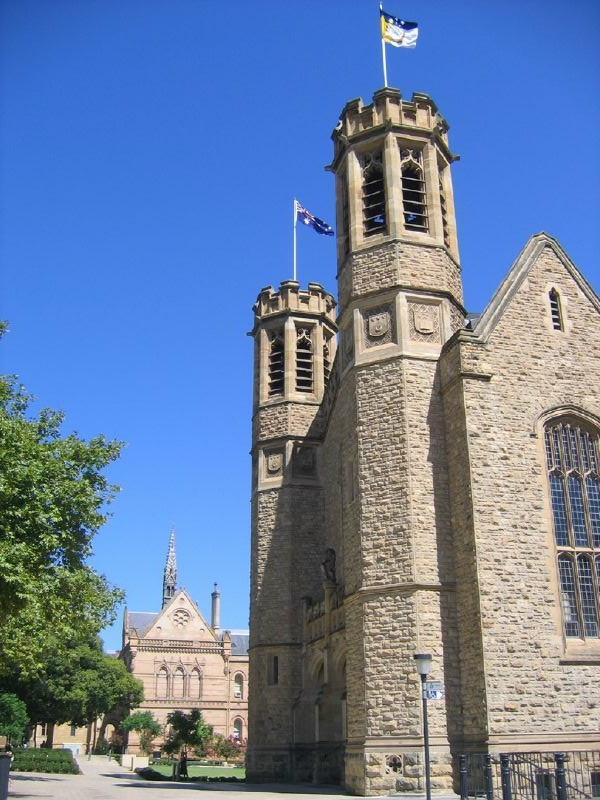
Bonython Hall en las manañas

En 2005, la universidad empezó a realizar obras de renovación, que fueron galardonadas con un Premio al Mérito en los Premios UNESCO Patrimonio de la Humanidad de Asia y el Pacífico 2007 para la Conservación del Patrimonio Cultural.